# 西本亜裕子
西本 亜裕子（にしもと あゆこ、1977年7月19日 - ）は、三重エフエム放送のアナウンサー。奈良県橿原市出身。愛称は「あゆ」。

## 来歴
- 奈良県立高田高等学校、近畿大学商経学部経営学科を卒業後[1]、エフエム徳島を経て、2003年5月1日に三重エフエムのアナウンサーとして入社。
- 20歳の時に橿原市の観光大使に選ばれたことがある[2]。
- 家庭では1男1女の母。eco検定に合格したり、フードアナリストの資格を持つなど多才である。
- 2016年4月1日より営業部に転属。

## 主な担当番組

### 現在
- はぴはぴ子育て
- Brilliant Times

### 過去
- radio3 SOUND CRUISING
- KIRIN HIRO'S BAR
- みえチュー Weekend Navi
- Talkin' It Cool!
- cube cafe

### FM徳島時代の担当番組
- Smile Morning
- MIX SHAKE